# 魔法のじゅうたん
魔法のじゅうたん（まほうのじゅうたん）は、1961年4月5日から1963年10月2日までの毎週水曜日の18時からNHKで放送されていたテレビ番組である。アニメーションや、当時の最新特撮技術であったクロマキーを駆使した映像、それに黒柳徹子の軽妙な司会と演技で人気があり、子供たちに大きな夢を与えた番組であった。

## 番組の内容

### オープニングと各コーナー
番組は人形アニメーション（川本喜八郎による）で始まった。アラビアの魔法使いが魔法のじゅうたんを操ろうとして逆にじゅうたんに翻弄される短いアニメーションで、最後に『魔法のじゅうたん』のタイトルが出て本番に入る。
最初は3人の道化師による無言劇風のコメディ。次に「タコちゃん」という男の子が活躍するペーパーアニメーションで、タコちゃんの声は黒柳徹子が当てた。続いて寸劇があり、黒柳徹子が、彼女に似た別の女優とからんで、面白さの中に教訓や人生訓を織り込んだ物語を演じた。黒柳以外の俳優が主人公になることもあった。

### 魔法のじゅうたんへの搭乗
番組の最後で、目玉とも言うべきコーナーである。全国の小学生から募集して、同じ学校に在学する男女1人ずつの児童を毎週1組ゲストに招き、魔法のじゅうたんに乗って希望する場所と自分たちの学校を空から訪問するという趣向である。もちろん実際はヘリコプターから空撮した画像を放送するものであった。
アラビア風の衣装を着けた黒柳徹子と、ターバンをかぶってガウンを羽織った小学生2人が、NHK屋上に擬したセットで魔法のじゅうたんに乗ると、場面は人形アニメーションに切り替わり、じゅうたんがNHKの屋上から飛び立って東京の市街を飛行する場面になり、すぐに空撮の映像になって、黒柳とゲストの児童たちの会話で進んていく。最初に訪れるのは児童たちが希望した場所で、名所旧跡や、東海道新幹線の建設現場などの当時話題になっていた所であった。それから児童たちの学校の上空に向かい、学校の校庭では子供たちが人文字を描いてそれを歓迎した。
最初は空撮映像に黒柳とゲストたちの声が入るだけであったが、後にはクロマキーを用いて、じゅうたんに乗った彼女らの映像をはめ込み、現在のテレビ技術から見るとやや稚拙ながらも実際に魔法のじゅうたんで空を飛んでいる感じを出した。

## 現存する映像
この番組は生放送であったため、キネコと呼ばれる特殊な方式で録画された第100回のみが現存している。
なお、2005年には『NHKアーカイブス』、2013年には『TV60年特別番組 テレビのチカラ』、2017年には『SWITCHインタビュー 達人達』、2021年には『チコちゃんに叱られる! チコちゃんにトットちゃんがやってきた!スペシャル』（黒柳がゲスト出演）でそれぞれ一部が放送された。

## 主な出演者
- 黒柳徹子[1]
- 辻村真人 - 道化師
- 坂本新兵 - 道化師
- 高見映 - 道化師
- 引田天功
- はせさん治 ※クレジット表記は「はせ・さんじ」

## 放送時間
- 水曜 18:00 - 18:30